# Rali da Europa Central
O Rali da Europa Central é uma competição de rali que se realizou pela primeira vez em 2023, fazendo parte do Campeonato Mundial de Rali. A primeira edição decorreu nas estradas de asfalto da Alemanha, Aústria e República Checa, tendo por base a cidade de Passau na Baviera de 26 de outubro a 29 de outubro de 2023.

## Vencedores
| Ano  | Piloto           | Navegador        | Carro                | Ref   |
| ---- | ---------------- | ---------------- | -------------------- | ----- |
| 2023 | Thierry Neuville | Martijn Wydaeghe | Hyundai i20 N Rally1 | [ 2 ] |
| 2024 | Ott Tänak        | Martin Järveoja  | Hyundai i20 N Rally1 | [ 3 ] |